# Toyah (groupe)
Pour la ville située au Texas, voir Toyah.
Toyah est un groupe britannique formé par Toyah Willcox entre 1977 et 1983. 
Le seul autre membre du groupe présent tout au long de cette période est Joel Bogen, coauteur avec  Willcox et guitariste principal.

## Discographie

### Albums studio
- Sheep Farming In Barnet (1979)
- The Blue Meaning (1980)
- Anthem (1981)
- The Changeling (1982)
- Love Is The Law (1983)
- Minx (1985)
- Desire (1987)
- Prostitute (1988)
- Ophelia's Shadow (1991)
- Take The Leap! (1994)
- Dreamchild (1994)
- Looking Back (1995)
- Velvet Lined Shell (Mini-album) (2003)
- In The Court Of The Crimson Queen (2008)

### Compilations/Rééditions/Live
- Toyah! Toyah! Toyah! (Live) (1980)
- Toyah! Toyah! Toyah! (All The Hits) (1984)
- Mayhem (A Special Collectors Edition Album Of Rare & Archive Recordings) (1985)
- Warrior Rock : Toyah On Tour (Double album Live 1982) (1985)
- Best Of Toyah (1994)
- The Acoustic Album (Compilation acoustique avec The Royal Philharmonic Orchestra) (1996)
- The Very Best Of Toyah (1997)
- Phoenix (1997) (Réédition de l'album original Dreamchild + le titre bonus Phoenix)
- Live & More (Live Favourites And Rarities) (1998)
- Anthem (1999) (Réédition avec 6 titres bonus + 1 vidéo-clip)
- The Changeling (1999) (Réédition avec 6 titres bonus + 1 vidéo-clip)
- Sheep Farming In Barnet / The Blue Meaning 2002 (Réédition avec 4 titres bonus)
- Prostitute (2003) (Réédition avec 2 titres bonus)
- Ophelia's Shadow (2003) (Réédition)
- Warrior Rock : Toyah On Tour (Double album Live 1982) (2005) (Réédition)
- Love Is The Law (2005) (Réédition avec 5 titres bonus)
- Minx (2005) (Réédition avec 6 titres bonus)
- Mayhem (A Special Collection Of Rare And Archive Material) (2005) (Réédition avec 5 titres bonus)
- The Safari Records Singles Collection Part 1 : 1979-1981 (2005)
- The Safari Records Singles Collection Part 2 : 1981-1983 (2005)
- Toyah! Toyah! Toyah! (Live) 2006 (Réédition avec 8 titres bonus)
- Take The Leap! (2006) (Réédition avec 4 titres bonus)
- Good Morning Universe : The Very Best Of Toyah (Double compilation) (2008)
- Dreamchild (2010) (Réédition avec 5 titres bonus)
- The Blue Meaning (2021) (Réédition avec 27 titres bonus)

## Vidéographie
- Wild Essence - Live In The 21st Century (2005)